# Elisa Chanteur
Elisa Chanteur (* 12. Januar 1980) ist eine französische Badmintonspielerin. 

## Karriere
Elisa Chanteur wurde 2006 Fünfte im Damendoppel bei den Dutch Open. Bei den französischen Meisterschaften 2007 wurde sie in dieser Disziplin Vizemeisterin. 2010 siegte sie bei den Finnish International und den Mauritius International. 2005, 2007, 2009 und 2010 nahm sie an den Badminton-Weltmeisterschaften teil.

## Sportliche Erfolge
| Saison | Veranstaltung              | Disziplin   | Platz | Name                            |
| ------ | -------------------------- | ----------- | ----- | ------------------------------- |
| 2005   | Weltmeisterschaft          | Damendoppel | 33    | Amélie Decelle / Elisa Chanteur |
| 2006   | Dutch Open                 | Damendoppel | 5     | Laura Choinet / Elisa Chanteur  |
| 2007   | Französische Meisterschaft | Damendoppel | 2     | Laura Choinet / Elisa Chanteur  |
| 2010   | Mauritius International    | Dameneinzel | 1     | Elisa Chanteur                  |
| 2010   | Finnish International      | Damendoppel | 1     | Barbara Matias / Elisa Chanteur |